# Maria Dąbkowska
Maria Danuta Dąbkowska – polska farmaceutka, doktor habilitowany nauk medycznych i nauk o zdrowiu, profesor w Pomorskim Uniwersytecie Medycznym w Szczecinie, specjalistka od fizykochemii powierzchni.

## Kariera naukowa
W 2008 roku na Uniwersytecie Jagiellońskim uzyskała tytuł magistra chemii. 16 maja 2013 roku ukończyła studia doktoranckie na Instytucie Katalizy i Fizykochemii Powierzchni im. Jerzego Habera Polskiej Akademii Nauk, zakończone uzyskaniem stopnia doktora nauk chemicznych  w zakresie chemii na podstawie pracy pt. Określenie mechanizmów nieodwracalnej adsorpcji nanocząstek i białek na powierzchniach stałych za pomocą badań elektrokinetycznych i mikroskopii AFM, której promotorem był Zbigniew Adamczyk.
W dniu 30 stycznia 2023 roku uzyskała na Uniwersytecie Medycznym w Lublinie stopień doktora habilitowanego nauk medycznych i nauk o zdrowiu w dyscyplinie farmacji na podstawie dorobku naukowego i rozprawy pt. Nanocząstki o rdzeniu dendrytycznym jako systemy dostarczające białek terapeutycznych z rodziny neurotrofin w modelach chorób neurodegeneracyjnych.
W 2016 roku została zatrudniona w Pomorskim Uniwersytecie Medycznym w Szczecinie.